# 施瓦茨山
46°13′01″N 7°45′24″E / 46.21694°N 7.75667°E
施瓦茨山（Schwarzhorn），是瑞士的山峰，位於該國南部，由瓦萊州負責管轄，屬於本寧阿爾卑斯山脈的一部分，海拔高度3,201米，每年平均降雨量1,585毫米。

## 外部連結
- Schwarzhorn on Hikr （页面存档备份，存于）